# Berlins olympiaområde

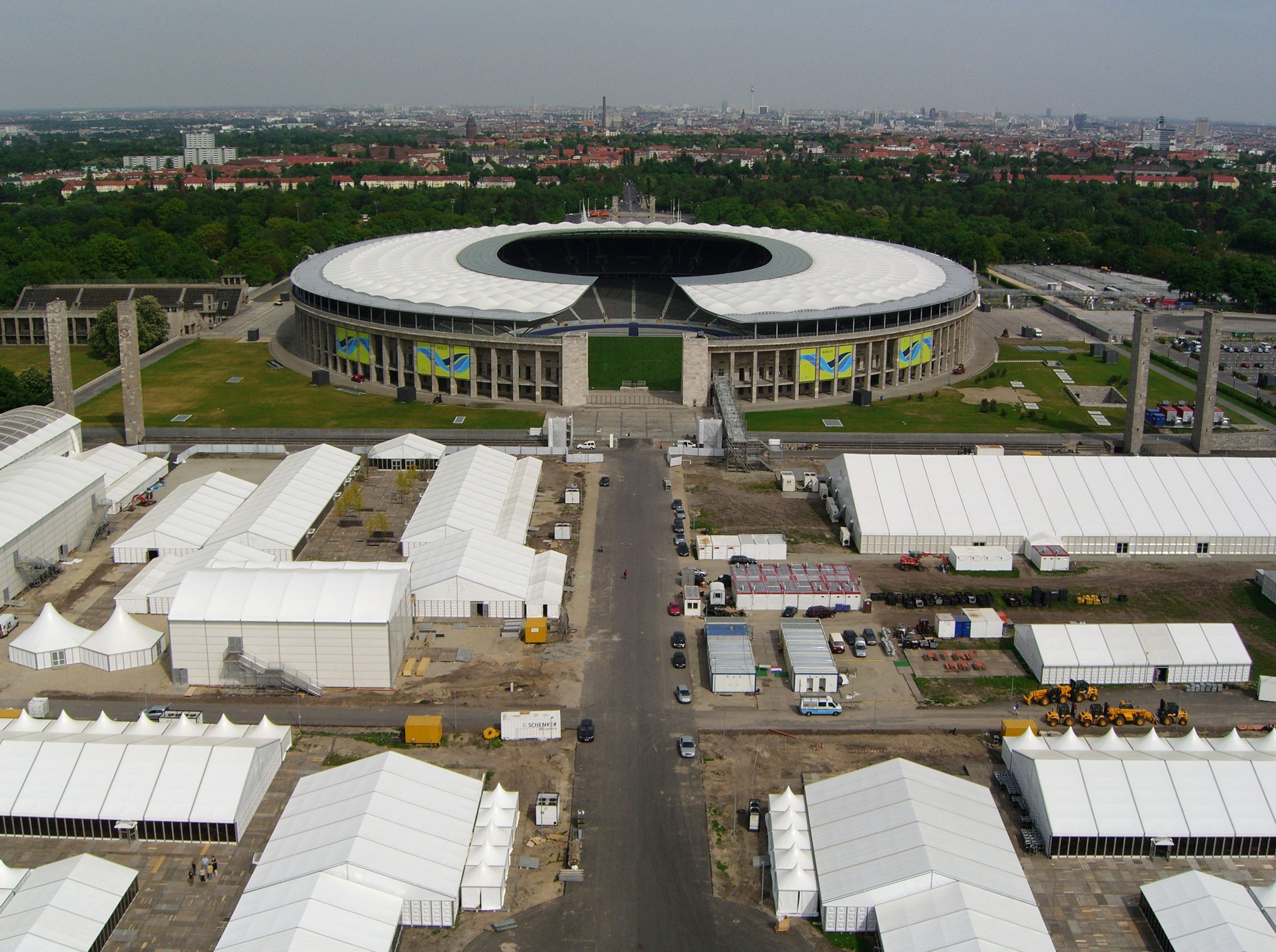
Del av Berlins olympiaområde, Berlins Olympiastadion och framför den Maifeld.

Berlins olympiaområde, tyska Olympiagelände (tidigare Reichssportfeld) ligger i Westend i Charlottenburg-Wilmersdorf i västra Berlin.
Berlins olympiaområde förknippas framförallt med dess huvudarena Olympiastadion men består av ett antal idrottsarenor och planer. Området fick sin nuvarande utformningen i samband med de olympiska sommarspelen 1936. De flesta byggnaderna är skapade av Werner March. 1945-1994 tillhörde området den brittiska militären. Området är hem för flera idrottsklubbar i Berlin, däribland Hertha BSC Berlin som har sina träningsplaner här. Här finns även ett museum över områdets historia. 
Gatunamn på Berlins olympiaområde med anknytning till OS: Jesse-Owens-Allee och Coubertin-Platz.
Byggnader på Berlins olympiaområde
- Berlins Olympiastadion
- Deutsches Sportforum
- Olympia-Schwimmstadion
- Waldbühne
- Maifeld
- Glockenturm
- Langemarckhalle
- Landhockeystadion
- Ridstadion

## Kommunikationer
| Linje | Station         |  |  |  |
|       | Olympia-Stadion |  |  |  |
|       | Olympiastadion  |  |  |  |
|       | Olympiastadion  |  |  |  |
|       |                 |  |  |  |